# Сетеюв
Сетеюв (пол. Sietejów) — село в Польщі, у гміні Скальбмеж Казімерського повіту Свентокшиського воєводства.
Населення — 80 осіб (2011).
У 1975-1998 роках село належало до Келецького воєводства.

## Демографія
Демографічна структура на день 31 березня 2011 року:
|          | Загалом | Допрацездатний вік | Працездатний вік | Постпрацездатний вік |
| -------- | ------- | ------------------ | ---------------- | -------------------- |
| Чоловіки | 43      | 11                 | 28               | 4                    |
| Жінки    | 37      | 12                 | 17               | 8                    |
| Разом    | 80      | 23                 | 45               | 12                   |